# 라운드헤이 가든 씬

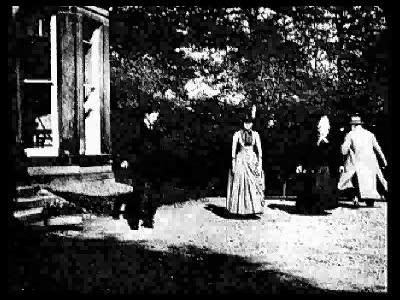

라운드헤이 가든 씬(Roundhay Garden Scene)은 프랑스의 발명가 뤼 르 프랭스가 제작한 단편 무성영화이다. 1888년 10월 잉글랜드 북부 리즈 라운드헤이에 있는 오크우드 그랜지에서 촬영하였으며, 현존하는 필름 가운데 역사상 가장 오래된 영화로 기네스북에 등재되기도 했다. 이 필름을 촬영한 카메라는 같은해 11월 16일 영국에서 특허를 받았다.

## 상세
뤼 르 프랭스의 아들 아돌프 르 프랭스의 증언에 따르면 이 영화는 1888년 10월 14일 영국 잉글랜드 리즈 시의 라운드헤이에 있던 '오크우드 그랜지' (Oakwood Grange)에서 촬영되었다. 오크우드 그랜지는 르프랭스의 시부모였던 사라 휘틀리와 조셉 휘틀리가 살던 처갓집이었다. 필름에는 아들과 시부모, 애니 하틀리가 오크우드 그랜지의 정원에서 즐겁게 거니는 풍경이 담겼다. 시부모는 뒷편의 두 사람으로, 장모는 걷거나 춤추는 동작인지 뒤를 돌아보고 있고 장인도 뒤를 돌면서 코트자락을 휘날리는 모습이다. 애니 하틀리는 르프랭스와 아내의 친구였던 것으로 추정된다. 장모였던 사라 하틀리는 이 필름이 촬영되고 열흘 뒤에 세상을 떠난 것으로 알려져 있다.
한가지 미스터리한 사실은 뤼 르 프랭스가 이 필름을 찍고 자신이 개발한 신기술을 대중에게 공개하기 직전에 실종되었다는 점이다. 뤼의 아들 아돌프 역시 토머스 에디슨과의 소송 재판에서 증인으로 참석해 아버지의 기술을 증언한 지 2년 뒤에 총상을 입고 사망한 채로 발견됐다. 이와 관련해 당시 미국 내에서 키네토스코프의 발명가이자 영화의 원조로 널리 이름나 있던 에디슨과 어떤 직접적인 연관성이 있지 않느냐는 음모론도 존재한다.

## 리마스터링
원본 필름은 뤼 르 프랭스가 자체 개발한 싱글렌즈 카메라에 이스트맨 코닥의 종이 사진 필름을 사용해 촬영되었다. 한동안 이 상태로 보관되어 오던 필름은 1930년대 영국 런던의 국립 과학박물관에서 원본 감광필름에서 약 20프레임 분량을 사진건판으로 복사했고, 이후 원본 필름이 소실되면서 유일한 판본으로 남게 되었다. 이 판본을 나중에 다시 35mm 필름으로 복원한 것이 오늘날 볼 수 있는 판본이다.
아돌프 르 프랭스는 《라운드헤이 가든》을 12fps 프레임으로, 두번째 필름인 《리즈 다리를 지나는 차량들》 (Traffic Crossing Leeds Bridge)를 20fps 프레임으로 촬영했다고 증언한 바 있다. 하지만 실제로 필름을 분석한 결과 두 필름 모두 7fps 수준인 것으로 보이며, 이는 2015년 르 프랭스를 다룬 다큐멘터리 《더 퍼스트 필름》 (The First Film)에서 채택한 프레임수이기도 하다. 2020년에는 유튜브의 옛 영상 복원 전문가 Denis Shiryaev가 인공지능 학습을 이용한 60프레임·컬러화 버전을 업로드하기도 했다.

## 같이 보기
- 영화의 역사
- 뤼 르 프랭스
- 1888년 영화